# Нижарадзе, Джибило
Джибило Нижара́дзе (груз. ჯიბილო ნიჟარაძე; 14 апреля 1946 — 18 августа 1993, Тбилиси) — советский дзюдоист и самбист, чемпион и призёр чемпионатов СССР и Европы по дзюдо, призёр чемпионата мира по дзюдо, призёр чемпионата СССР по самбо, мастер спорта СССР международного класса по дзюдо. Выступал за клуб «Динамо» (Тбилиси). Член сборной команды страны в 1973—1978 годах.

## Выступления на чемпионатах СССР

### Самбо
- Чемпионат СССР по самбо 1972 года —  (свыше 100 кг);

### Дзюдо
- Чемпионат СССР по дзюдо 1973 года —  (свыше 93 кг);
- Чемпионат СССР по дзюдо 1973 года —  (абсолютная);
- Чемпионат СССР по дзюдо 1974 года —  (свыше 93 кг);
- Чемпионат СССР по дзюдо 1974 года —  (абсолютная);
- Чемпионат СССР по дзюдо 1976 года —  (свыше 93 кг);